# اقرباط
اقرباط یک منطقهٔ مسکونی در افغانستان است که در ولسوالی بامیان در ولایت بامیان واقع شده‌است. 